# Racers de Murray State
Les Racers de Murray State (en anglais : Murray State Racers) sont un club omnisports universitaire de l'Université d'État de Murray.

## Palmarès
- Tir sportif (2) : 1985, 1987